# Robin Shou

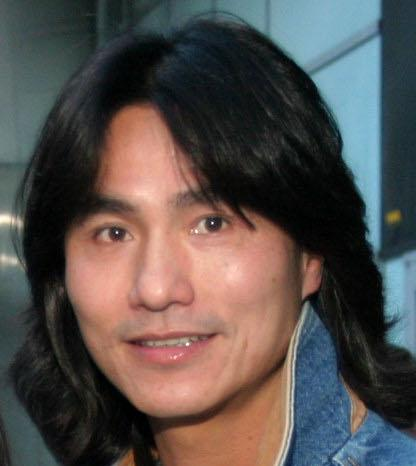
Robin Shou im April 2004

Robin Shou (chinesisch 仇雲波 / 仇云波, Pinyin Qiú Yúnbō, Jyutping Kau4 Wan4bo1, kantonesisch Shou Wan Por a), Künstlername 威龍 / 威龙,  Wēilóng, Jyutping Wai1lung4, kantonesisch Wai-lung; * 17. Juli 1960 in Hongkong) ist ein chinesisch-US-amerikanischer Schauspieler und Regisseur.

## Biografie
Robin Shou ist der Sohn eines Schneiders und einer Hausfrau und hat vier Geschwister (zwei Schwestern und zwei Brüder). Als Robin 11 Jahre alt war, zogen er und seine Familie nach Los Angeles.
Im Alter von 19 Jahren begann Robin mit dem Erlernen der Kampfkunst. Er begann mit Kempō Karate, merkte aber schnell, dass dies nichts für ihn war und hörte wieder auf. Eineinhalb Jahre später sah er eine Wushu-Darbietung und meinte, „das ist chinesisch“. Er ging nach China, um Wushu zu lernen.
Zwischenzeitlich kam Robin Shou wieder zurück in die USA, um sein Studium zum Bauingenieur abzuschließen. Er fand diesen Beruf zu langweilig und ging wieder nach Hongkong, um u. a. als Schauspieler und Stuntman zu arbeiten.
1994 kam Robin Shou wieder in die USA, um eine Import-/Export-Firma zu gründen, als er einen Anruf von seinem Agenten erhielt, dass er für die Rolle des Liu Kang (Mortal Kombat) vorsprechen solle. Er war anfangs nicht daran interessiert, ging aber doch hin – kurze Zeit später hatte er die Rolle und wurde mit dieser bekannt. Robin übernahm 1997 auch im zweiten Teil der Videospiel-Verfilmung die Rolle des Liu Kang.
Weiterhin ist er in Filmen wie Beverly Hills Ninja, Fighting Connection und in dem Drama Verbotene Nächte zu sehen.
2003 gab er sein Debüt als Regisseur in seinem ersten selbst produzierten Film Red Trousers – Das Leben der Hong Kong Stuntmen.

## Filmografie

### Als Darsteller (Auswahl)
- 1988: City War
- 1989: Death Cage
- 1990: Full Contact
- 1990: Verbotene Nächte (Forbidden Nights)
- 1991: Eastern Heroes
- 1992: The Fighting Connection (Fatal Chase)
- 1992: Codename: Cobra
- 1994: The Most Wanted
- 1995: Mortal Kombat
- 1997: Beverly Hills Ninja – Die Kampfwurst (Beverly Hills Ninja)
- 1997: Mortal Kombat 2 – Annihilation
- 2003: Red Trousers – Das Leben der Hong Kong Stuntmen (Red Trousers – The Life of the Hong Kong Stuntmen, Dokumentarfilm)
- 2004: 18 Fingers of Death!
- 2006: D.O.A. – Dead or Alive (DOA: Dead or Alive)
- 2008: Death Race
- 2009: Cold Case – Kein Opfer ist je vergessen (Cold Case, Fernsehserie, eine Folge)
- 2009: Street Fighter: The Legend of Chun-Li
- 2010: Death Race 2
- 2012: Death Race: Inferno (Death Race 3: Inferno)

### Als Regisseur
- 2003: Red Trousers – Das Leben der Hong Kong Stuntmen (Red Trousers – The Life of the Hong Kong Stuntmen, Dokumentarfilm)

## Anmerkung
- a) Das Schriftzeichen „仇 chóu“ hat als Familienname im Chinesischen die Aussprache „Qiú“ nach der Pinyin-Umschrift und „Kau4“ nach Jyutping. Die Aussprache bzw. Schreibung „Shou“ nach der inoffiziellen intransparenten Hong Kong Government Cantonese Romanisation ist hier zwar sprachtechnisch fehlerhaft aber trotzdem amtlich korrekt.[2][3]